# Robottaxi

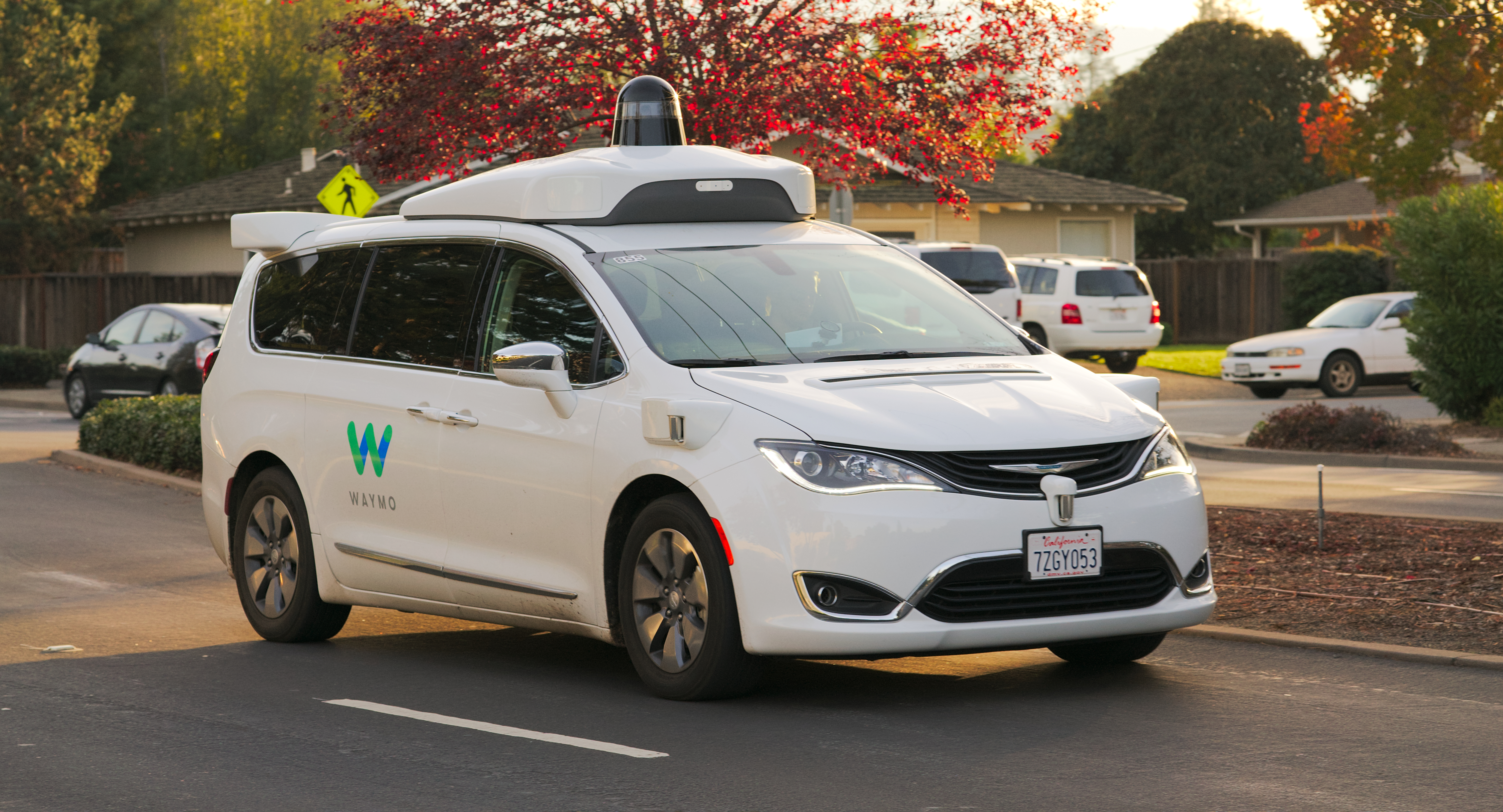
Waymo, en taxitjänst utan förare.

Robottaxi är en självkörande taxi eller en förarlös taxi (SAE Level 4 eller 5) som drivs via en taxitjänst.
Att eliminera behovet av en förare minskar driftskostnaderna betydligt för denna typ av tjänster, och kan göra det till en mycket prisvärd lösning för kunderna och påskynda spridningen av Transport-as-a-Service (TaaS)- lösningar, i motsats till individuellt bilägande.
Flera studier har framhävt att robottaxibilar som drivs i en Autonomous Mobility on Demand (AMoD) -tjänst kan vara en av de snabbast antagna tillämpningarna av autonoma bilar och en viktig mobilitetslösning inom en snar framtid, särskilt i stadsområden, vilket antas ge en bättre fordonsmiljö i USA inom ett decennium efter deras första introduktion. Dessutom kan de ha en mycket positiv inverkan på trafiksäkerhet, trafikstockningar och parkering.
När det gäller föroreningar och förbrukning av energi och andra resurser kan robottaxibilar leda till betydande förbättringar, eftersom dessa tjänster förmodligen kommer att använda elbilar. För de flesta fordon är mindre fordonsstorlek och räckvidd nödvändig, jämfört med vanliga, individuellt ägda fordon. Den förväntade minskningen av antalet fordon betyder mindre energiåtgång, men energiförbrukningen för omfördelning av tomma fordon måste beaktas.

## Kommersialisering
Oktober 2019 lanserade Waymo en helt förarlös självkörande taxitjänst i Phoenix, USA.